# ゼーランディア城包囲戦
ゼーランディア城包囲戦（ゼーランディアじょうほういせん）は、1661年3月30日から1662年2月1日に、鄭成功がオランダ東インド会社による台湾統治の中心地ゼーランディア城（Zeelandia、熱蘭遮城、現・台南市安平古堡）を取り囲んだ包囲戦である。鄭成功はゼーランディア城を陥落させ、台湾から東インド会社を駆逐して鄭氏王国を樹立した。

## 戦前態勢

### 鄭成功軍
1659年（南明の永暦13年と清の順治16年）、鄭成功は10万の軍隊を率いて南京を攻撃したが、惨敗を喫して帰還し、潘庚忠や甘輝などの有能な将軍を失った。この戦いで鄭軍は大きく弱体化した。鄭成功は、明の地に対する清の支配が徐々に安定してきたと感じていた。鄭軍は厦門の孤島に閉じ込められ、食料が不足していて、物資を供給するのは困難であった。数万の兵力がいたため、他の物資を入手することを考え始め、根拠地を再建すると考えていた。
1660年3月（南明の永暦14年と清の順治17年）の春、元オランダ通訳である何斌（福建省泉州城南安出身）は数十万の銀を横領した罪で台湾から南明に逃亡し、鄭成功に台湾攻略を主張した。
1661年2月（南明の永暦15年、清の順治18年の正月）、鄭成功は船の修理命令を出し、将軍たちを招集して台湾への攻撃を協議した。しかし、台湾は中国から伝統的に化外の地とみなされていたために、将軍たちはこの計画には同意しなかったが、あえて反対の声を上げることはなかった。台湾に行った将軍の呉暉だけが、「風水は良くなく、水と土壌にも病気が多い」、「港は浅くて大型船が入るのが難しい」と述べている。元提督の黄庭も呉昊の意見に同意したが、彼らの意見は鄭成功によって反論された。馬信将軍は物事をスムーズに進めようとし、まず軍隊を派遣して訪問することを提案し、陳永華も馬信の意見に同意した。軍政長官である楊朝東は台湾攻撃への支持を表明し、これを聞いた鄭成功は大喜びして出兵を決意した。

### オランダ軍
当時、オランダ東インド会社の台湾総督はゼーランディア城に駐在していたフレデリック・コイエットであり、プロヴィンティア城（Provintia、普羅民遮城、現・台南市赤崁楼）に駐在していた地方役人のヤコブス・ヴァレンティンもいた。
1650年頃から中国情勢が混乱していたため、オランダ東インド会社は鄭成功の台湾侵攻を懸念し始めた。17人の理事からなる理事会は、台湾の守備隊を1,200人以上とするべきであると決定したが、それは実施されなかった。1660年、鄭成功が南京攻撃に失敗した後、台湾侵攻の噂が広まった。台湾にいた中国商人が次々と財産を故郷に戻し、中国からの商品輸入を減らしていることを察知し、中国人に情報を求めた結果、3月末に鄭成功軍が来襲するだろうと結論付けた。
コイエットは当初警戒を強化し、プロヴィンティア城で中国人が食品を販売することを禁止し、敵との協力を避けるため中国人有力者を軟禁した。 田んぼにあった未収穫の米はすべて焼かれ、中国人の死傷者も出た。 同時にコイエットはバタヴィアに援軍を要請し、ゼーランディア城の周りに海に面した新たな砦を建設した。当初は打狗（現在の高雄）にも新たな砦を追加する予定だったが、費用がかかりすぎるという理由でバタヴィア当局に拒否された。
7月16日、バタヴィア総督はヴァンダーラーンを600人の兵とともに台湾に派遣し、もし鄭成功が予想通りに攻撃しなかったら代わりにマカオを攻撃するとヴァンダーラーンに指示した。ヴァンダーラーン艦隊は水を補給するためにマカオを通過したが、ポルトガル側の疑惑を招き、台湾への到着が9月まで遅れた。日本やタイなどの同社商館からの情報によると、鄭成功は当初、旧暦8月（新暦9月下旬）に台湾を攻撃する予定で、台湾への航路を遮断して先鋒艦隊を派遣していたが、ヴァンダーランド艦隊を察知して彼らが台湾に到着した直前に撤収した。しかし、ヴァンダーランドは鄭成功の攻撃は単なる噂であると信じており、台湾到着後はマカオを攻撃することを主張し、地元当局者と多くの論争を起こした。このため、決定を下す前に鄭成功の意図を探るために廈門に使者を派遣した。鄭成功は使節に対し、台湾を攻撃するつもりはないと否定したが、コイエットはそれを信じず、それでもマカオ攻撃の延期を決定し、ヴァンダーランドの不満を招いた。翌年の1661年2月、北東季節風が収まる前に、ヴァンダーラーンは台湾に駐留していた船と将校のほぼすべてを引き連れてバタヴィアに戻った。そして台湾を守るために現地に残っていたのは船2隻と高速連絡船1隻、平底ボート、2人の傭兵隊長、統率将校を含めない兵士で合計1,500人のオランダ軍だけとなった。

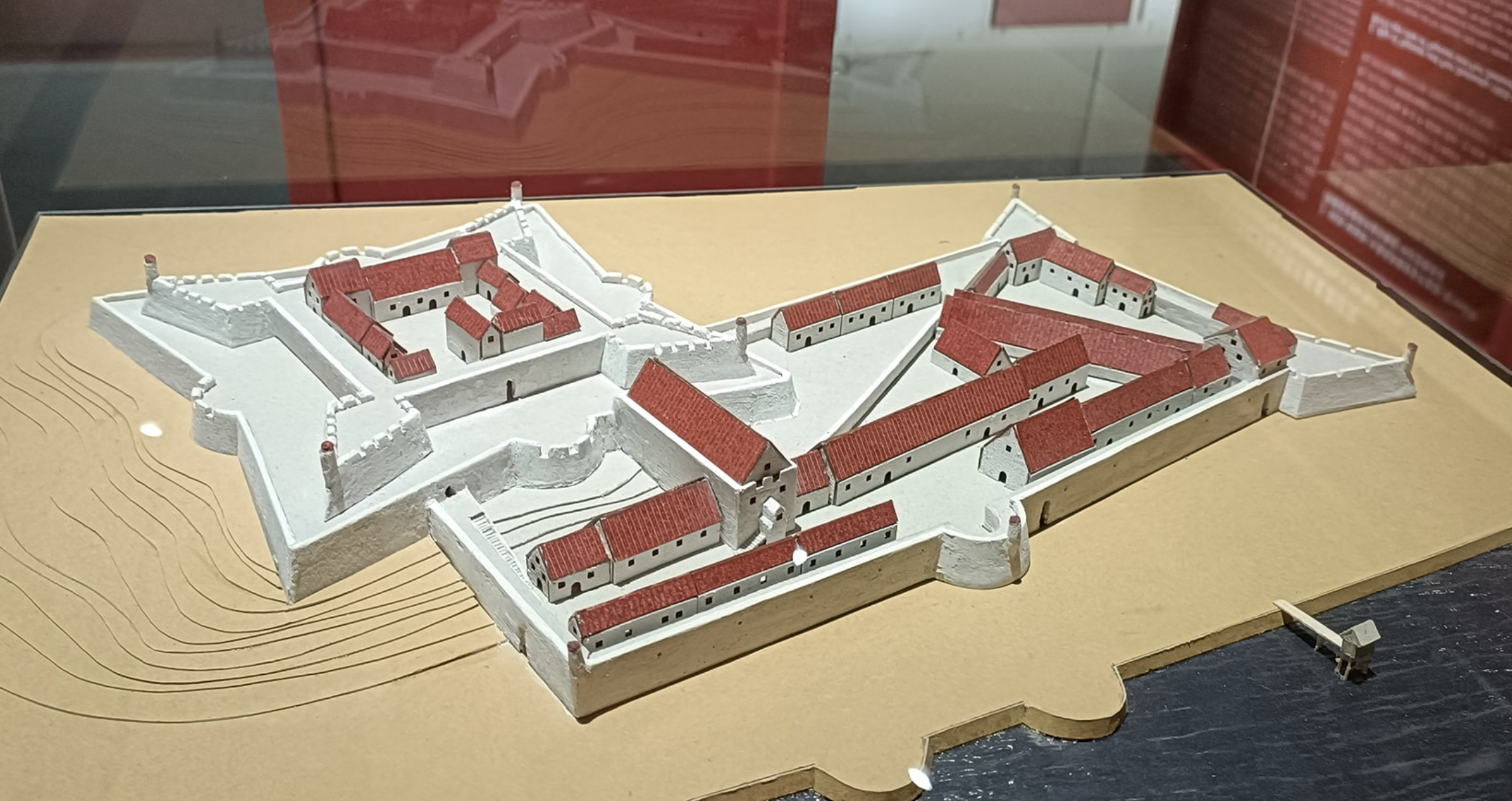
ゼーランディア城の復元モデル

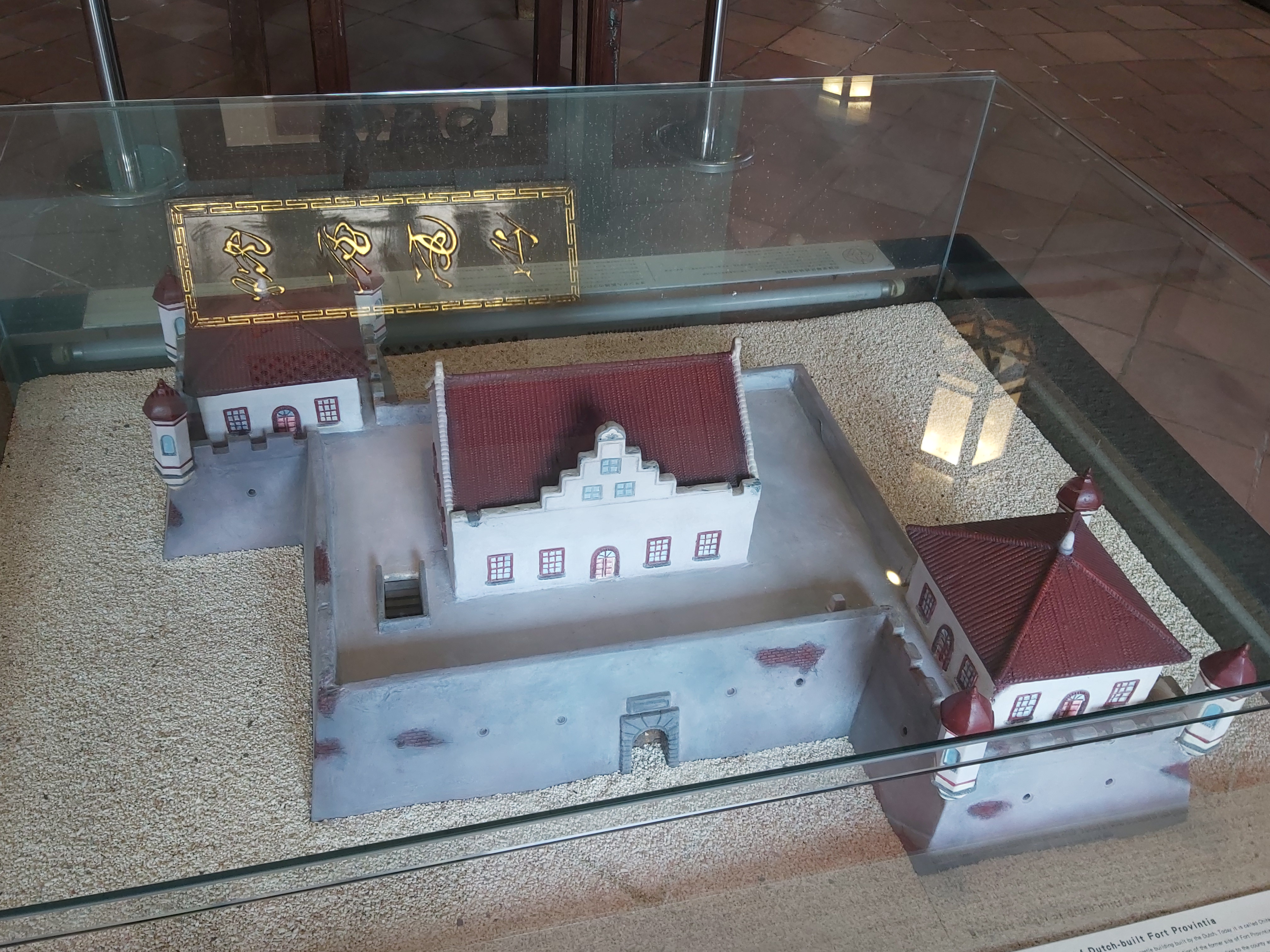
プロヴィンティア城の復元モデル

## 戦闘経過
1661年3月、鄭成功は2万5千人の将兵を率いて数百隻の軍艦に乗り込み、宣誓式を行った後、厦門から出港した。彼らは風と波をものともせず台湾海峡を渡り、途中澎湖で休憩し、一路台湾に向かう準備をした。同時に、オランダ人は鄭成功が進軍のために軍隊を送ったことを知り、すぐに戦争の準備を整え、ゼーランディア城とプロヴィンティア城の2つの城に軍隊を集中させ、不要な軍隊を港に移動させた。鄭成功の艦隊の上陸を阻止するためにいくつの船は自沈した。
鄭の艦隊は澎湖を出港した後、嵐のため澎湖へ引き返さざるを得なくなった。この時、風と波が絶えず続いていたため、鄭の艦隊は航行できず、食料もほとんど残っていなかった。しかしいつまでも澎湖に停泊して風向きが合うのを待っていれば、軍の士気に影響を与えるだけでなく、さらに重要なことに、予定日に鹿耳門水路を通過することができなくなる。というのは、鹿耳門水路に無事入るには、毎月1日と16日の大潮を利用する必要があり、これを逃した場合は半月延期しなければならないからだ。時間と補給の圧力のため、鄭成功は30日夜に台湾海峡を強行通過することを決定した。一晩中風と波と戦い続けた鄭成功は、4月1日の夜明けに鹿耳門水路の外に到着し、その日の正午、鹿耳門水路の満潮に乗じて艦隊を率い、無事に鹿耳門水路を通過した。北水路を経て台江内海に入る。

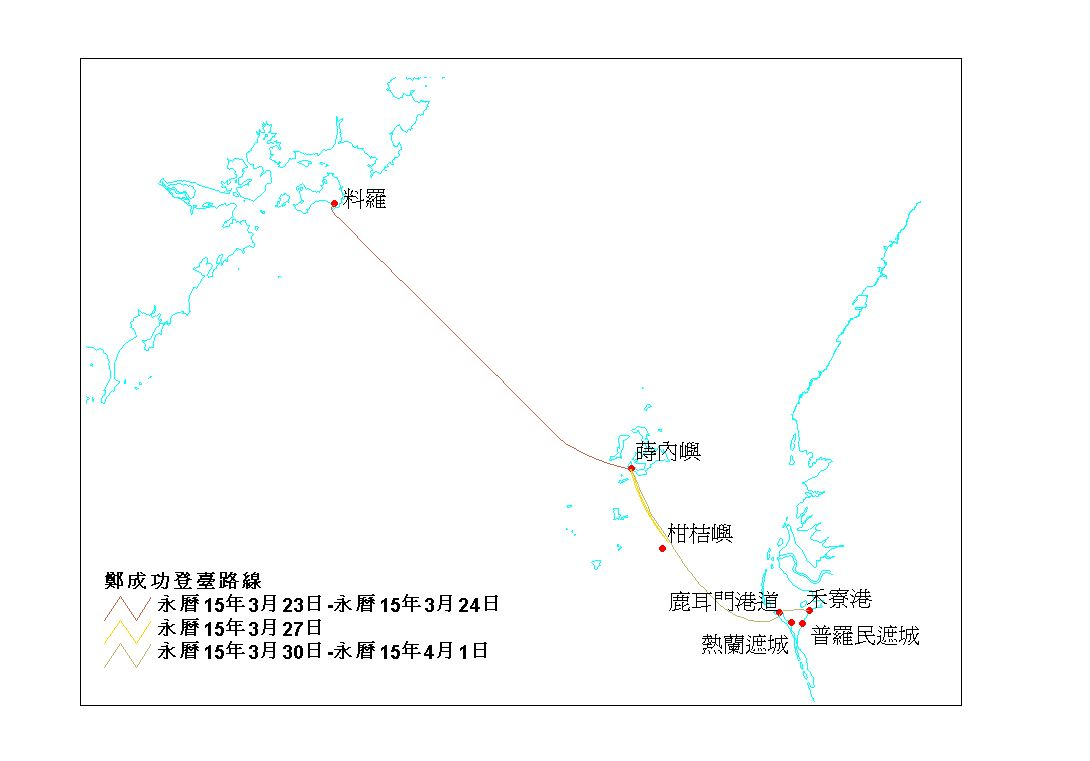
鄭成功軍の台湾海峡越え路線図

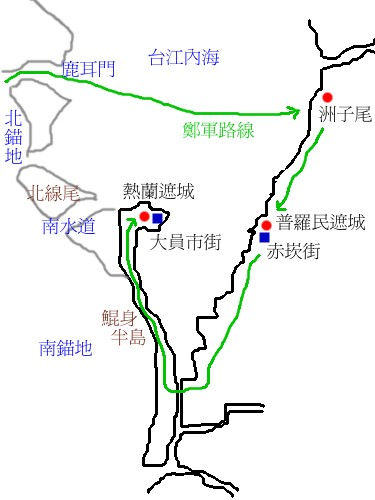
ゼーランディア城（熱蘭遮城）とプロヴィンティア城（普羅民遮城）への攻撃

台江内海に入った後、鄭成功は軍隊を2つのグループに分けるよう命じ、一方のグループは台江内海への航路を確保してゼーランディア城を封じ込めるために北線尾に上陸し、もう一方のグループは直接台江内海に進入した。台江内海から河寮港に上陸し、すぐにプロヴィンティア城を包囲し、プロヴィンティア城とゼーランディア城の間の連絡を遮断した。オランダ人は当初、鄭成功が南海峡から侵攻すると考えていたため、鄭成功が鹿耳門海峡から台江内海へ侵入したときは衝撃を受けた。この時、プロヴィンティア城に駐屯していたヴァレンティンは約400名、ゼーランディア城にいたコイエットは約1,100名しか兵力を持たず、兵力は鄭成功には遠く及ばなかった。
プロヴィンティア城の戦争準備を強化するために、コイエットはジョアン・ファン・エールドルプ隊長と200人の兵士をボートでプロヴィンティア城に派遣した。しかし、鄭成功はこの動きに気づき、鄭成功は精鋭の重装歩兵「鉄人軍」を派遣してこれを阻止した。エールドルプは敗北し、ゼーランディア城に撤退した。無事に城内に入ることができたのはわずか60名未満でした。その夜、鄭軍がプロヴィンティア城の兵糧を強奪するのを防ぐために、ヴァレンティンはプロヴィンティア城に放火するよう命じた。鄭成功は食料を確保するため、直ちに軍隊を派遣してこれを阻止した、オランダ軍はこれを見て撤退し、鄭軍は半月分の食料を確保した。エールドルプの援軍が失敗した後、ヴァレンティンは非常に不安を感じ、再びコイエットに助けを求めるために人を送った。しかし評議会は、プロヴィンティア城が危険にさらされており、ゼーランディア城自体も支援のために軍隊を派遣するには十分な軍事力がないと考えたため、ヴァレンティンの要請を拒否した。

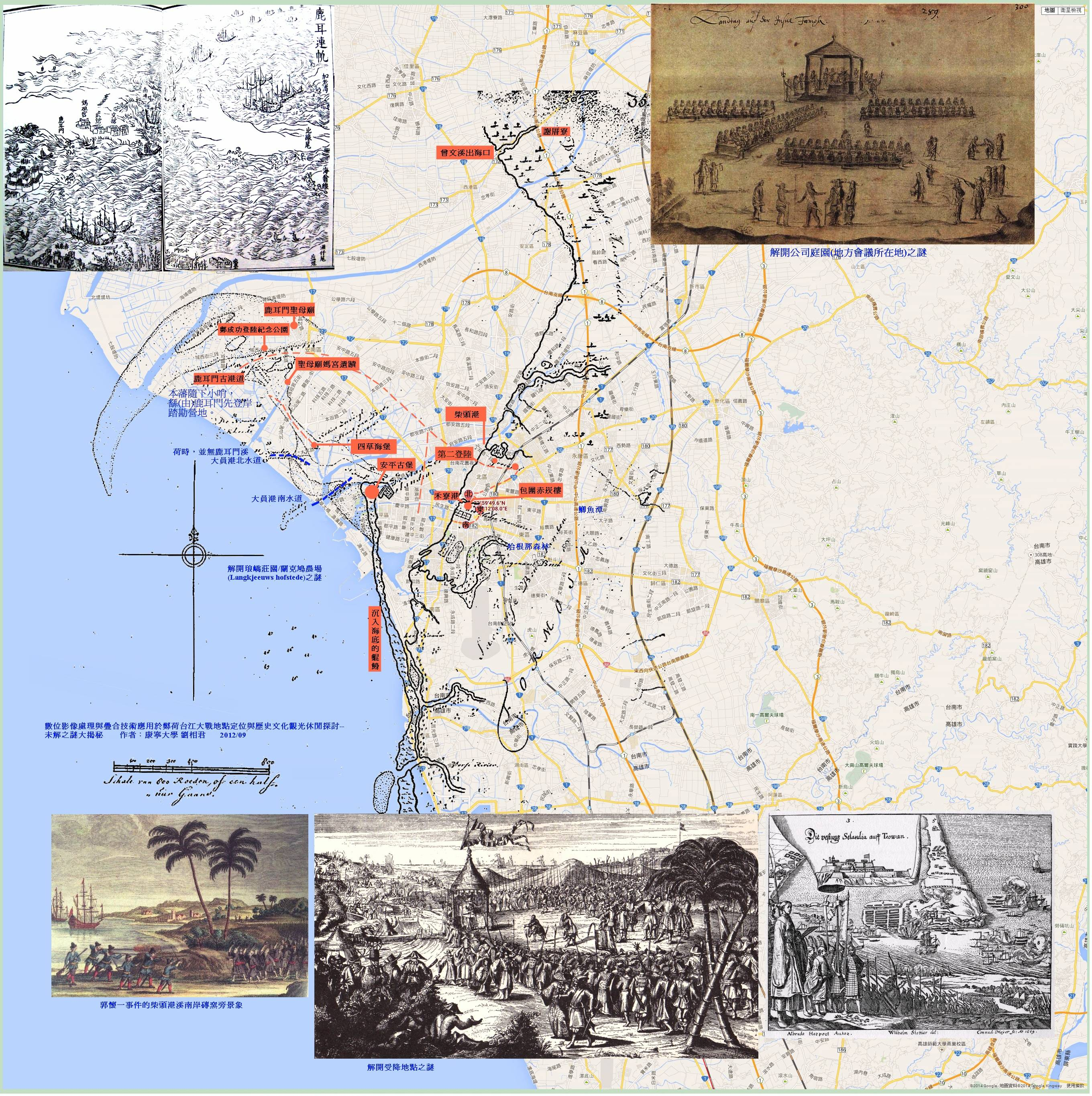
ゼーランディア城とその周辺地域の地図

4月3日、コイエットは局面を打破するために海と陸の両方からの同時反撃を命令した。陸路では、トーマス・ペデル隊長率いる250人の兵士が北線尾を攻撃した。トーマス・ペデルは、ここに駐屯する陳沢軍の4,000名と戦った。陳沢は、オランダ人が攻め込む様を見て、彼は密かに700名を派遣し、水路はオランダ軍の背後に迂回した。コイエットは鄭軍がトーマス・ベデル軍の背後に潜んでいることに気づき、すぐにトーマス・ベデルに撤退するよう警告を発したが、トーマス・ベデルは敵を過小評価していたため命令を無視し、鄭軍と戦い、最終的には壊滅した。海路では、オランダ軍はヘクター号と他の大小4隻の軍艦を用いて北線尾に上陸したトーマス・バーダーを援護し、その後鄭艦隊への攻撃に転じた。オランダ軍は当初、優れた火力を駆使して鄭軍艦隊を攻撃し、鄭軍艦隊に損害を与えたが、鄭軍はすぐに優勢艦隊で包囲して反撃し、ヘクター号を沈没させ、残りの軍艦を戦場から撤退させた。
オランダは海と陸の両方の戦線で敗北を喫すると、直接対決を避けるためにゼーランディア城とプロヴィンティア城に後退し、同時にオランダ東インド総司令部のあるバタヴィアに伝令を送って助けを求め、一方鄭成功に和平を求める使者を送った。鄭成功はオランダの意図をよく知っていたので、きっぱりと拒否した。その後、鄭成功はプロヴィンティア城の包囲を強化した。水源を遮断した鄭成功の包囲下で、防衛指揮官のヴァレンティンは、城内に食料と飲料水が不足しており、増援の望みがないことを見て、わずか3日間の守備の後、やむを得ず城を出て降伏した。
ヴァレンティンが降伏した後、彼は鄭成功の指示を受け入れ、ゼーランディア城に行き、コイエットに無条件降伏を説得した。しかし、コイエットは、ゼーランディア城が将来で東インド会社のアジア支配の中心地となることを信じ、さらに城の防御は強力で、大砲は十分、城内にはまだ870人の守備兵がいたため、コイエットは抵抗を続けることを決意し、降伏を拒否した。しかし、プロヴィンティア城陥落後、孤立都城となったゼーランディア城は物資が不足しているだけでなく、風向きの悪さからバタヴィアからの援軍の獲得も困難であり、状況は依然として楽観的ではなかった。
戦争が始まって以来、両軍は散発的に戦闘を続けてきた。鄭成功は、ゼーランディア城の防御が堅固であり、強力な攻撃は多数の死傷者を引き起こすと考え、兵糧攻めを採用し、同時にゼーランディア城に降伏を説得することを決定した。そのため、鄭成功は馬信とその軍隊を派遣してゼーランディア城を包囲する一方、食料供給を維持するために各開拓地に軍隊を分散させた。同時に、鄭成功は台湾先住民の部族とも連絡を取り、支持を取り付けた。
5月2日、鄭軍の他の将軍は軍隊の第2波を率いて大員に向かった。鄭の軍隊は強化され、食料も十分に供給されたため、鄭成功はゼーランディア城の包囲を強化するよう命じた。その後、鄭君はゼーランディア城に通じる通りに柵を築き、塹壕を掘ってゼーランディア城を外界から遮断した。同時に、鄭成功は再びコイエットに手紙を書き、降伏を促したが、コイエットはバタヴィアが援軍を提供してくれると信じていたため、再び拒否した。
バタヴィアがプロヴィンティア城陥落とゼーランディア城包囲の報を受けると、緊急命令によりヤコブ・カオウに援軍の部隊を率いるよう命じられた。38日間の航海を経て、ヤコブ・カオウは7月18日についに大員外海に到着した。しかし、カオウは鄭軍が優勢であることを見て、危険を冒して近づく気はなかったので、海上に留まって軍艦をゼーランディア城近くの海に停泊させられた。しかし、ウルク号は誤って座礁して沈没し、乗っていた兵士たちは鄭軍に捕らえられた。鄭成功は捕虜の取り調べからオランダの増援は少数と知ったが、奇襲を避けるために、鄭成功はゼーランディア城の包囲を強化しただけでなく、オランダの増援を対応するために軍の配置を調整した。
3日後、コイエットは援軍に頼って鄭軍をゼーランディア城から追い出し、プロヴィンティア城近くに停泊している鄭軍の船を破壊して膠着状態を打開するために行動した。オランダ軍は再び軍隊を2つのグループに分け、鄭軍への攻撃を開始したが、海と陸の両方の戦線で鄭軍に反撃されて失敗した。コイエットは再びゼーランディア城に撤退する以外に選択肢がなかった。数か月にわたる包囲の後、ゼーランディア城の守備隊は食糧も物資も不足しており、士気は低下していた。10月、コイエットはバタヴィアがもはや援軍を送ることができないと見て、清朝と協力して鄭軍を攻撃しようと試み、福建省に使節を送った。しかし清はまずオランダ艦隊を送って厦門の攻略を支援するからゼーランディア城の救援を考えると返答した。コイエットはヤコブ・カオウに艦隊を率いて清軍の厦門攻撃を支援するよう命令するしかなかった。しかしヤコブ・カオウは澎湖に到着した後、風を避けて停滞し、軍隊を率いてバタヴィアに逃げ帰った。それ以来、清軍と連携して鄭軍を攻撃しようとするコイエットの試みは完全に失敗した。
鄭成功はゼーランディア城に最後の総攻撃を開始することを決意し、1662年1月25日の早朝、ゼーランディア城郊外の最後の拠点であるユトリヒ要塞への砲撃を命令した。2時間の激しい砲撃の後、鄭軍はユトリヒ砦の南側に大きな隙間を築き、続いて鄭軍歩兵が砦に突入して占領した。その後、鄭軍はユトリヒ要塞を拠点としてゼーランディア城に激しい砲撃を開始した。コイエットは自ら城壁に赴いて戦闘を監督したが、鄭軍の猛攻を受けて弾薬も援軍も尽きて何もできず、議会の同意を得て鄭成功と降伏について話し合うために使者を派遣した。最終的に双方は合意に達し、コイエットは合意された条約に従って城、武器、物資を鄭成功に引き渡し、東インド会社に所属する約900人の傭兵、従業員、および民間人だけを連れ去った。そして台湾におけるオランダ東インド会社の38年間の統治が終わり、鄭成功が台湾に最初の漢人政権を樹立した。

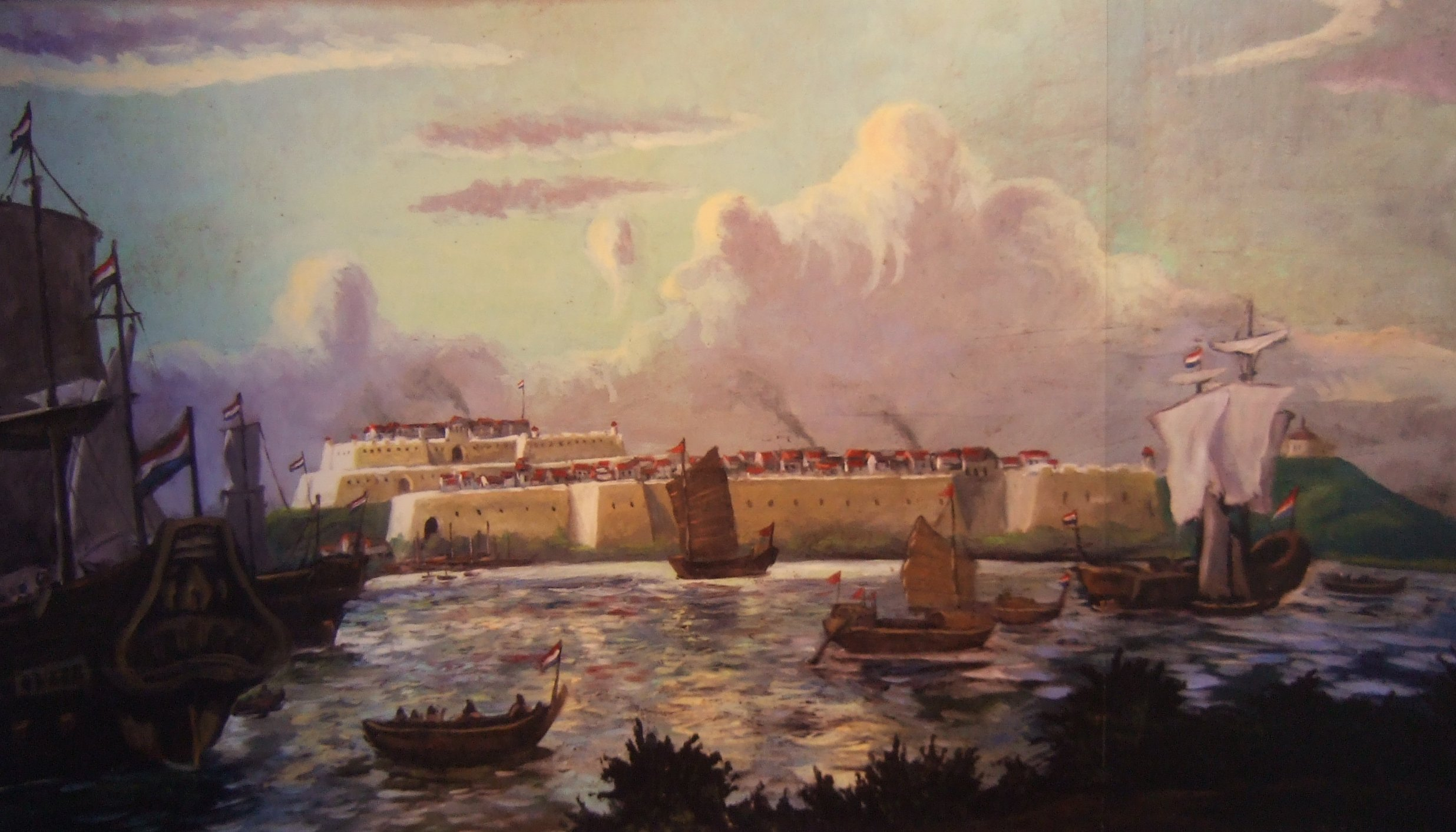
ゼーランディア城
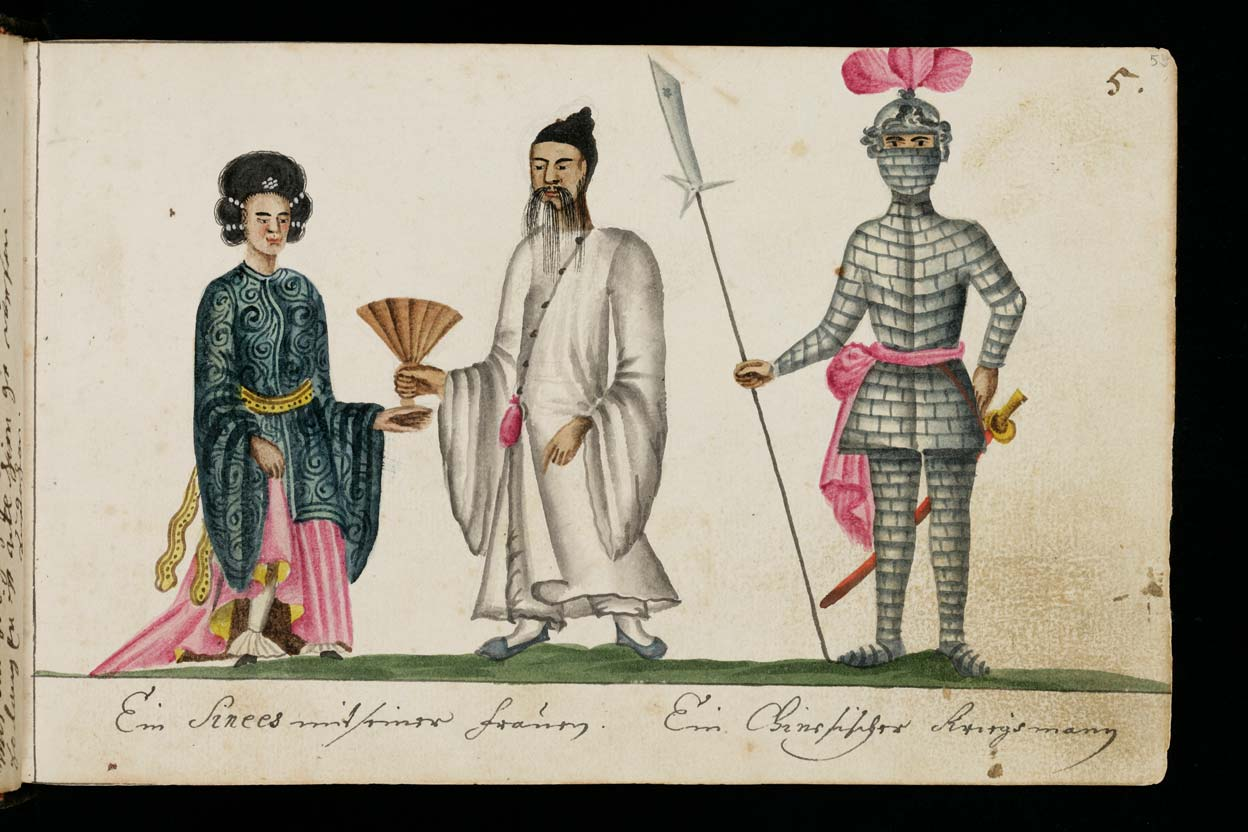
欧州人が描いた中国人、右の兵士は鄭成功軍の精鋭重装歩兵「鉄人軍」
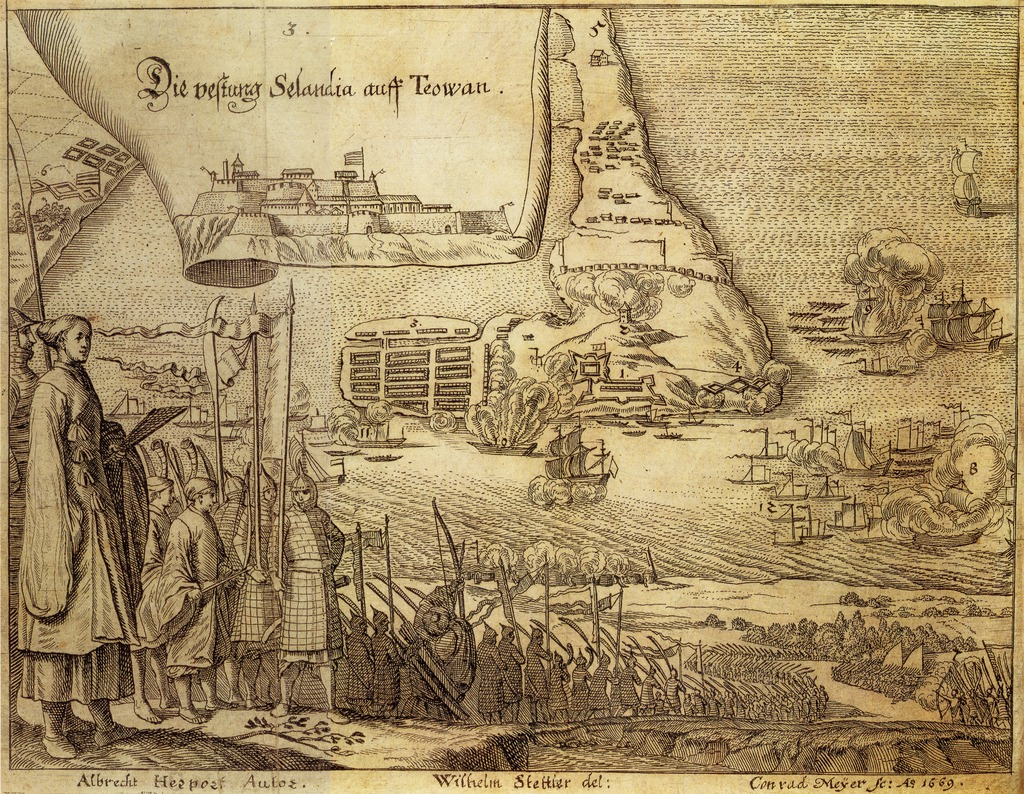
ゼーランディア城包囲戦、ここにも「鉄人軍」が描かれている
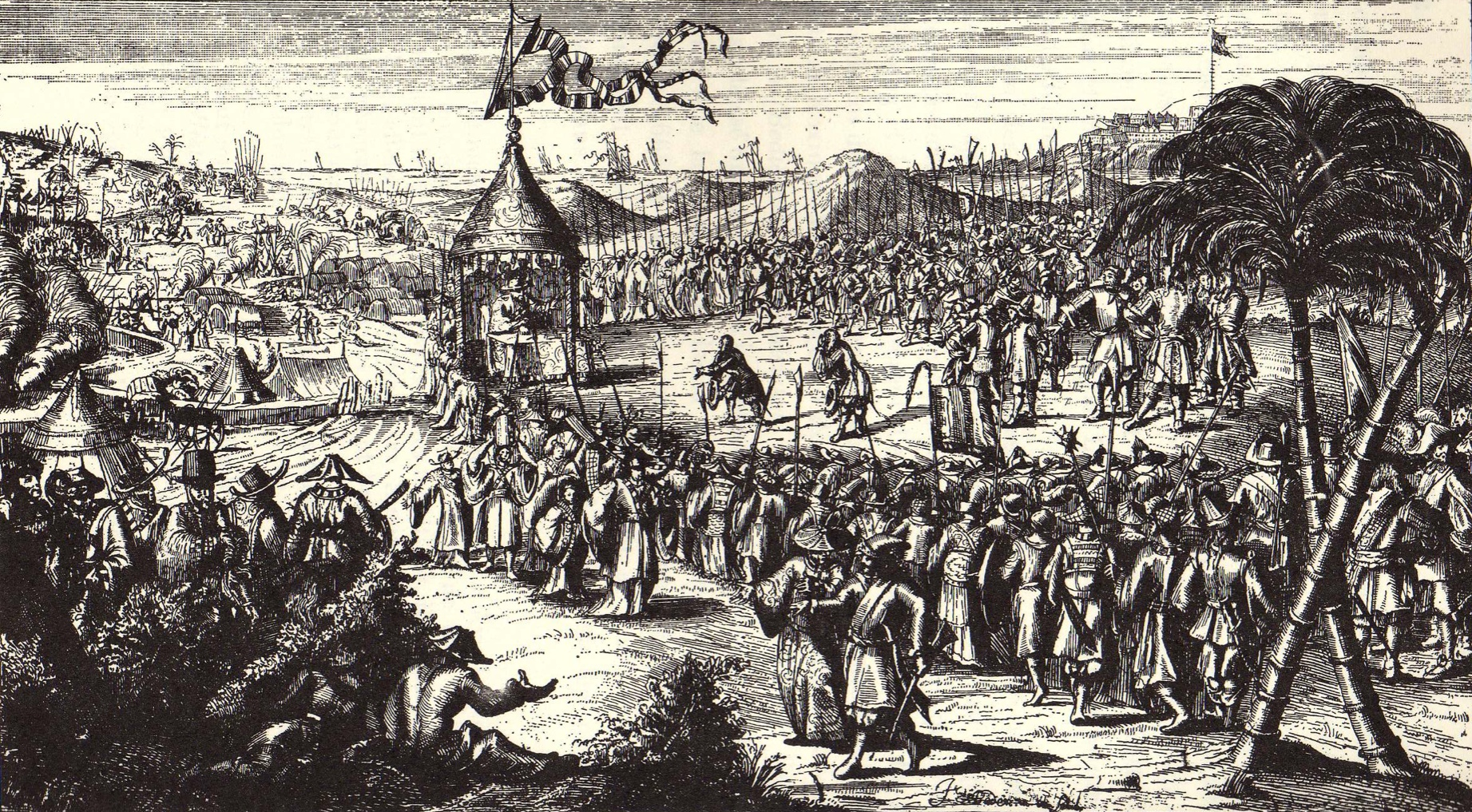
ゼーランディア城の降伏

## 戦後処理
鄭成功が降伏合意に従って最後までゼーランディア城に戦い渡ったオランダ兵の撤退を許した一方、戦いの過程で鄭成功軍は多くのオランダ人捕虜を生け捕りにした。条約締結後、コイエットは捕虜の返還を要求したが、鄭成功は「条約には捕虜について触れられていない」と怒って、コイエットは捕虜の返還を断念した。
戦闘が続く中、鄭成功軍が女性や子供を含む何百人のオランダ人を捕虜にした。鄭成功に捕らえられていたオランダ人捕虜の中には、オランダ人宣教師のアントニウス・ハンブルクとその娘2人、妻がいた。鄭成功はハンブルクをゼーランディア城に送り、降伏するように説得するか、さもなければハンブルクが戻ってきたときに殺されるかのどちらかを要求した。ハンブルクは、他の娘2人が捕らえられている砦に戻った。彼は城の司令官に降伏しないように促し、鄭成功の陣営に戻った。
鄭成功は最初はハンブルクを処刑しないでしたが、何か月も不利な戦いが続いた後、ハンブルクは遂に処刑された。それに加えて、中国人の間で、オランダ人が台湾の原住民に中国人を殺すように仕向けているという噂が広まったため、鄭成功は報復として約500人のオランダ人男性捕虜の処刑を命じ、さらに同じく捕虜となっていた数人の女性と子供も処刑した。
捕虜となって生き残ったオランダ人女性と子供はその後奴隷にされ、オランダ人女性は鄭成功の指揮官が自分たちの性的快楽のために徹底的に利用した後、最終的に中国の兵士に売られて彼らの妻となるよう強いられた。その後の出来事については、オランダの砦の日誌が一次資料となっている。「最高のものは指揮官の使用のために保存され、次に一般の兵士に売られた。未婚の男の手に落ちた女性は幸せだった、嫉妬深い中国の女性による煩わしさから解放されたのだから」。鄭成功自身もハンブルクの10代の娘を妾にし解放することはなかった。
1684年になっても、これらのオランダ人女性の何人かは中国人に妻や性的奴隷として捕らえられていた。金門島でオランダ人商人が連絡を取り、鄭成功の息子に囚人を解放する取り決めを提案したが、実現することはなかった。
オランダ人女性とハンブルクの娘の運命についての記憶は、その後のこの時代の歴史学を通じて生き続けており、それゆえにこの物語は様々なドラマ化された、あるいはフィクション化された再演を煽ってきたのである。鄭成功が十代の少女だったハンブルクの娘を妾にしたという話題は、ヨーロッパで有名になり、ヨアネス・ノムシュの劇で取り上げられた。劇のタイトルは「Antonius Hambroek, of de Belegering van Formoza」で、英語では「Antonius Hambroek, or the Siege of Formosa」と訳されている。

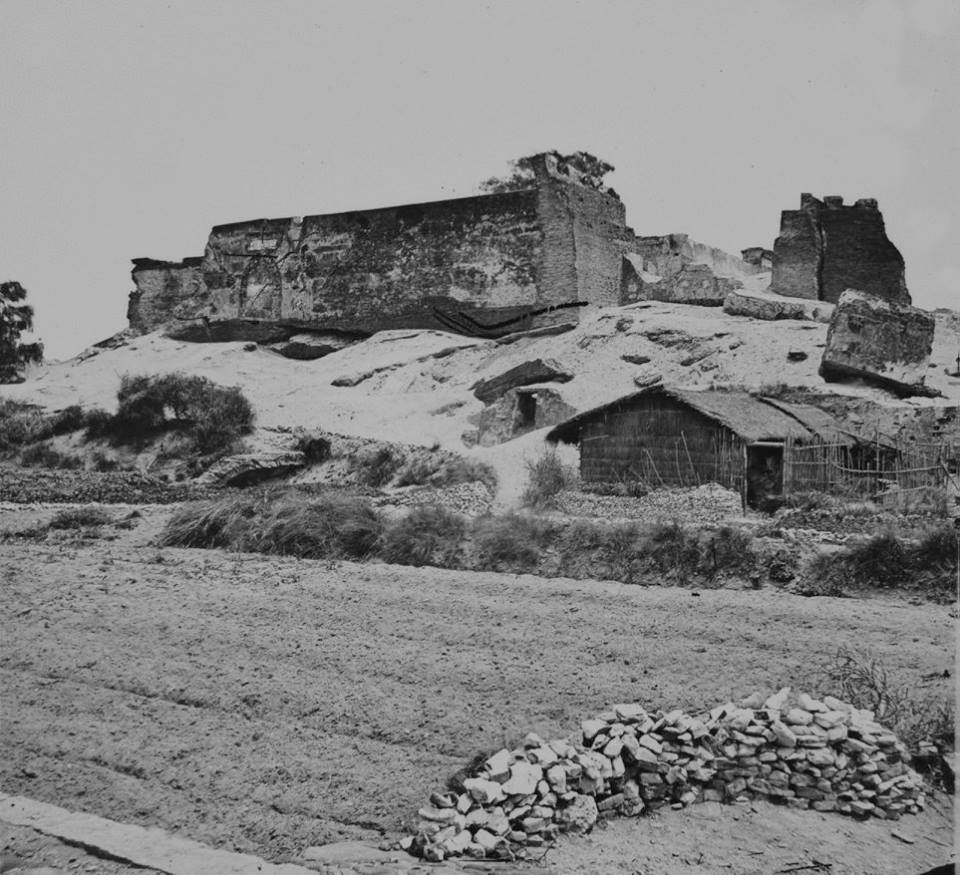
1871年で撮影されたゼーランディア城跡
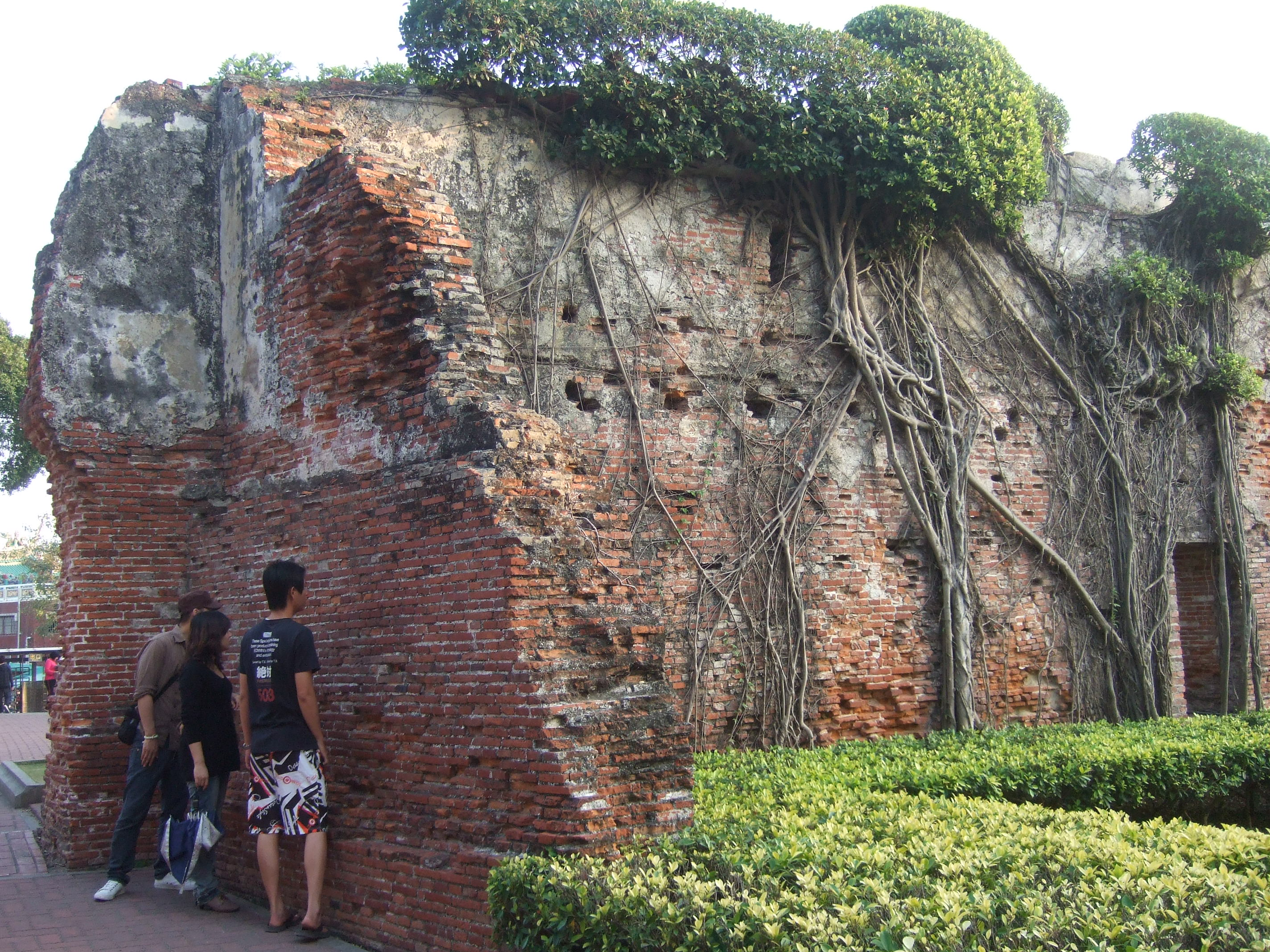
現存するバタヴィアから運ばれた赤レンガでオランダ東インド会社の兵士が作ったゼーランディア城壁跡
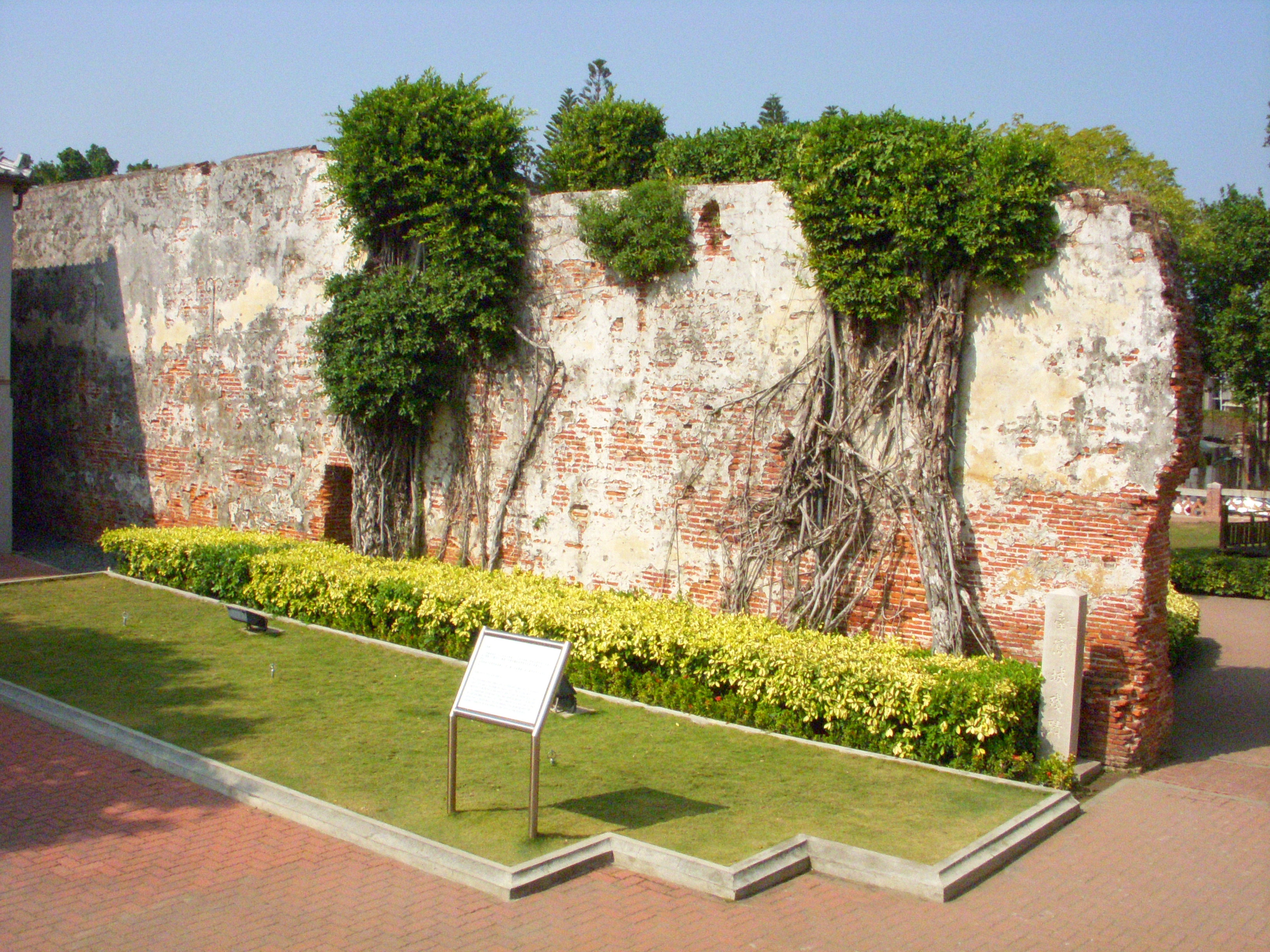
ゼーランディア城壁跡
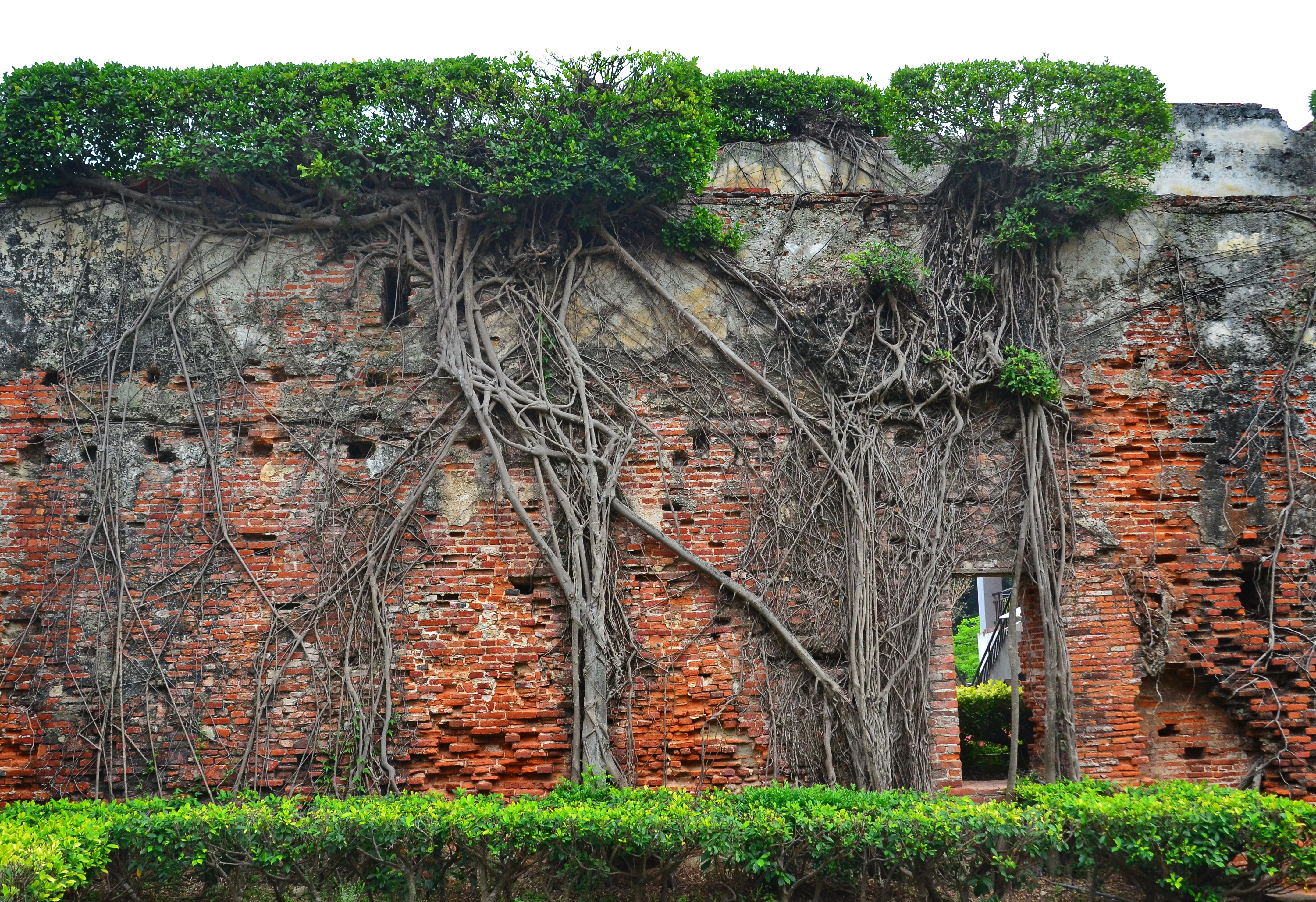
ゼーランディア城壁跡